# Дикий бык (прам, 1713)
«Дикий бык» («Wilde Boul» или «Аурокс») — прам Балтийского флота Российской империи, участник Северной войны.

## Описание судна

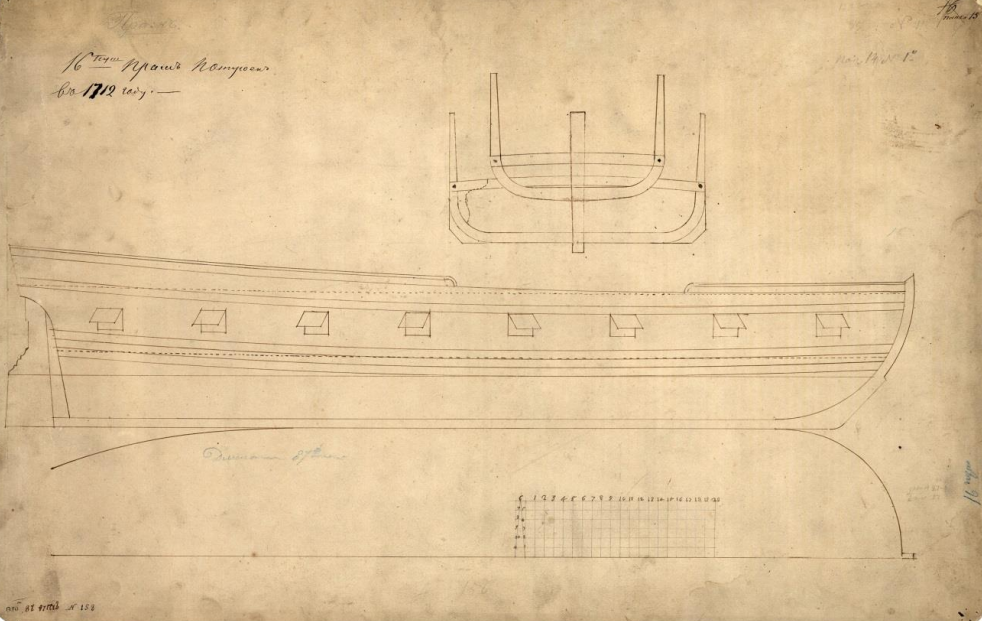
Чертеж прама «Дикий Бык»

Один из трех парусно-гребных однодечных прамов одноимённого типа, построенных в Санкт-Петербургском адмиралтействе. Длина судна по сведениям из различных источников составляла от 33,52 до 36,6 метра, ширина — 10,7 метра, а осадка от 3,1 до 3,5 метра. Вооружение судна в разное время могли составлять от 18 до 24 орудий, а экипаж состоял из 70 человек. Имел неуклюжий короткий и широкий корпус и обладал скверными мореходными качествами.
Строился по образу первых «ковчегов» (от «Arcke des Verbondes» — «Ковчег Завета» и «Arkanne» — «Ноев Ковчег») с небольшими изменениями и улучшениями. На современной реконструкции А. В. Карелова прам изображён как судно конструкции типа «плавучий ящик», что не соответствует сохранившимся чертежам.

## История службы
Время закладки прама «Дикий бык» неизвестно, в 1713 году судно сошло со стапелей Санкт-Петербургского адмиралтейства и вошло в состав Балтийского флота России. Строительство вёл корабельный мастер в чине капитана Ф. М. Скляев.
Прам принимал участие в Северной войне 1700—1721 годов. Ежегодно с 1714 по 1719 год во время всей кампании находился на Ревельском рейде, а на зимовку вместе с другими судами уходил в Гельсингфорс. До октября 1719 года также находился в Або, откуда в составе отряда галер и островских лодок перешел в Гельсингфорс, выдержав по пути сильный шторм.
Сведений о выводе судна из состава флота не сохранилось.

## Командиры судна
Командирами прама «Дикий бык» разное время служили:
- капитан-поручик Я. Попегай (1714—1715 годы)[комм. 5][12];
- поручик Н. Штром (1719 год)[комм. 6][10].

### Комментарии
1. ↑  Другие прамы этого типа носили наименования «Думкрат» и «Медведь»[1].
2. ↑  110 футов[2].
3. ↑  35 футов[2].
4. ↑  10 футов[2].
5. ↑  Popegaia[11].
6. ↑  Также встречаются варианты написания фамилии Стром или Штрем[10].